# Jigme Thinley
Dasho (Lord) Jigme Yoser Thinley' (Bumthang, 9 de setembro de 1952) é um político butanês. Foi primeiro-ministro do Reino do Butão de abril de 2008 a julho de 2013, e esteve no poder por três vezes anteriormente, a 1ª de 20 de julho de 1998 a 9 de julho de 1999. Foi sucedido no cargo por Sangay Ngedup. A segunda foi de 30 de agosto de 2003 até 20 de agosto de 2004, tendo sido sucedido no cargo por Yeshey Zimba e a terceira entre 9 de abril de 2008 e 28 de abril de 2013, antecedido por Kinzang Dorji e sucedido por Donam Tobgye. 